# Kenya-Airways-Flug 431
Am 30. Januar 2000 stürzte um 21:09:24 GMT ein Airbus A310-304 auf dem Kenya Airways-Flug 431 kurz nach dem Start vom Flughafen Abidjan (Elfenbeinküste) zwei Kilometer vor der Küste in den Atlantik. Die Maschine der Kenya Airways sollte einen Linienflug von Abidjan nach Nairobi (Kenia) mit einem Zwischenstopp in Lagos (Nigeria) durchführen. Von den 179 Insassen kamen 169 ums Leben.

## Hintergrund
Der Airbus A310 der Kenya Airways mit dem Luftfahrzeugkennzeichen 5Y-BEN hatte am 30. Januar 2000 einen Linienflug von Nairobi via Lagos nach Abidjan absolviert. Aufgrund schlechter Wetterverhältnisse ließen die Piloten die Zwischenlandung in Lagos ausfallen und landeten um 15:15 in Abidjan.
Der Rückflug von Abidjan nach Nairobi (Flugnummer: KQ 431) sollte planmäßig um 21:00 starten. An Bord befanden sich 169 Passagiere und zehn Besatzungsmitglieder. Das Flugzeug war zu diesem Zeitpunkt 13 Jahre und 211 Tage alt und hatte auf 15.026 Flügen 58.115 Flugstunden angesammelt. Der 44-jährige Flugkapitän verfügte über 11.636 Stunden Flugerfahrung, der 43-jährige Erste Offizier über 7.295 Stunden.

## Unfallhergang
Die Maschine hob um 21:08 GMT ab. Wenige Sekunden nach dem Start ertönte eine automatische Warnung wegen eines Strömungsabrisses. Dabei handelte es sich jedoch um einen Fehlalarm, dessen Ursache nicht nachvollzogen werden konnte. Der Kopilot folgte als Pilot Flying den zu diesem Zeitpunkt gültigen Vorgaben von Kenya Airways und Airbus und leitete einen Sinkflug ein, der bis zum automatischen Ende der Warnung beibehalten werden sollte. Das Flugzeug sank innerhalb von etwa 15 Sekunden von 300 Fuß auf 10 Fuß ab. Die Warnung hielt laut Flugschreiber bis zum manuellen Abschalten durch den Kapitän um 21:09:23.9 an und das Flugzeug prallte wenige Augenblicke später zwei Kilometer vor der Küste ins Meer. Mehrere Faktoren führten dazu, dass die Piloten die Annäherung an den Boden nicht bemerkten. Aufgrund des nächtlichen Abflugs über den Atlantik fehlte jegliche visuelle Referenz zur Wasseroberfläche und es erfolgte keine akustische Warnung durch das Ground Proximity Warning System, da der Bordcomputer dieser eine geringere Priorität als der Strömungsabrisswarnung einräumte. Da ein Strömungsabriss beim Start sehr ungewöhnlich ist, waren die Piloten derart überrascht und gestresst, dass sie bis kurz vor dem Aufschlag weder ihre Instrumente noch die automatischen Ansagen des Radarhöhenmessers beachteten. Als der Kapitän eine Sekunde vor dem Aufschlag die Bodenannäherung erkannte, war der Aufprall nicht mehr zu verhindern.
Von den 179 Personen an Bord starben 169, davon alle zehn Besatzungsmitglieder.
| Nationalität                     | Anzahl |
| -------------------------------- | ------ |
| Nigeria                          | 84     |
| Kenia                            | 20     |
| Indien                           | 8      |
| „Kongo“ (genaues Land unbekannt) | 5      |
| Uganda                           | 5      |
| Madagaskar                       | 4      |
| Senegal                          | 3      |
| Togo                             | 3      |
| Kanada                           | 2      |
| Elfenbeinküste                   | 2      |
| Äthiopien                        | 2      |
| Frankreich                       | 2      |
| Ghana                            | 2      |
| Iran                             | 2      |
| Mali                             | 2      |
| Niederlande                      | 2      |
| Philippinen                      | 2      |
| Ruanda                           | 2      |
| Vereinigte Staaten               | 2      |
| Sambia                           | 2      |
| Belgien                          | 1      |
| Burkina Faso                     | 1      |
| Burundi                          | 1      |
| Tschad                           | 1      |
| Gambia                           | 1      |
| Guinea                           | 1      |
| Irland                           | 1      |
| Liberia                          | 1      |
| Mauretanien                      | 1      |
| Spanien                          | 1      |
| Tansania                         | 1      |
| Simbabwe                         | 1      |
| Unbekannt                        | 1      |
| Total (33 Nationalitäten)        | 169    |

Die Überlebenden wurden zumeist von Fischern und Motorbooten aus dem Meer gerettet, ein überlebender Franzose schwamm aus eigener Kraft ans Ufer. Den Absturz hatten zwölf Personen überlebt, zwei davon erlagen jedoch später im Krankenhaus ihren Verletzungen. Neun Überlebende erlitten schwere, eine Person leichte Verletzungen. Bei 108 der 146 geborgenen Leichen werden Polytraumen als Todesursache angegeben, 15 der Toten ertranken, und 22 starben aufgrund einer Kombination beider Ursachen. Bei einem der Verstorbenen konnte die Todesursache nicht festgestellt werden. Alkoholtests an den Leichen der beiden Piloten waren negativ.